# Божидар Николић
Божидар Бота Николић (Никшић, 1. јануар 1942 — Београд, 13. мај 2021) био је српски и југословенски сниматељ, директор фотографије и редитељ.

## Биографија
Фотографијом се бавио од 12. године, када је почео да учи фотографски занат. Пољопривредну школу завршио је у Чапљини, а када се отворио одсек камере на београдском Факултету драмских уметности, уписао се и дипломирао са првом генерацијом у класи познатог сниматеља Владете Лукића. На телевизији је 33 године пекао занат, као директор фотографије и редитељ.
Прво је радио као камерман на телевизији током 1960-их и 1970 -их година на ТВБ да би крајем 1970-их упловио у филмске воде.
Снимио је више од 30 играних филмова, више од 50 телевизијских драма, двадесетак серија, много документарних емисија, режирао шест играних филмова. На њега су трајно утицали филмови великог Ејзенштајна, које је снимао ненадмашни филмски сниматељ Тисе, а од домаћих филмова истицао је "Скупљаче перја" Александра Петровића, у изванредној сниматељској креацији Томислава Пинтера.
Као директор фотографије сарађивао је са редитељима попут Лордана Зафрановића, Владимира Тадеја, Ватрослава Мимице, Миливоја Милошевића , Милана Јелића, Мише Радивојевића, Боре Драшковића, Драгослава Лазића; познат је и по сниматељском раду на филмовима Слободана Шијана (Ко то тамо пева, Маратонци трче почасни круг).
Редитељ је наслова Балкански шпијун, Тамна страна Сунца, Три карте за Холивуд, У име оца и сина, Балканска браћа.
За филм Бештије је 1978. добио на филмском фестивалу у Пули Златну арену за камеру и 1985. за филм Живот је леп. Са Душаном Ковачевићем је поделио Велику Златну арену за режију филма Балкански шпијун.
Остаће упамћен и по томе што је Бреду Питу дао једну од његових првих главних улога на филму и то у остварењу Тамна страна Сунца. Филм је снимљен као америчка копродукција са СФРЈ и Канадом, а поред Пита нашли су се Шерил Полак, Гал Бојд, Милена Дравић, Соња Савић...
Николић је својевремено рекао да је, иако се на кастингу за улогу у Тамној страни Сунца појавило 400 глумаца, без дилеме одабрао Пита, који му је касније признао да му је та улога променила живот.
Године 2015. у Битољу на светском фестивалу директора фотографије и камермана добио је награду за животно дело ’Златна камера 300’ за допринос савременој светској филмској уметности. Био је члан је Регулаторног тела за електронске медије и почасни члан Асоцијације српских сниматеља.
Живео и радио у Београду.
Његова ћерка је поп певачица Јована Николић Мишковић.
Преминуо је 13. маја 2021. године у Београду. Сахрањен је 15. маја 2021. у Алеји заслужних грађана на Новом гробљу у Београду.

## Филмографија
| Год.       | Назив                                              | Улога                                    |
| ---------- | -------------------------------------------------- | ---------------------------------------- |
| 1960-е     |                                                    |                                          |
| 1969.      | Лек од љубави (ТВ)                                 | асистент камере                          |
| 1969.      | Далеко је Аустралија                               | асистент камере                          |
| 1970-е     |                                                    |                                          |
| 1970.      | Десет заповести (ТВ)                               | асистент камере                          |
| 1970.      | Ујка Вања (ТВ)                                     | асистент камере                          |
| 1970.      | Фарса о Патлену (ТВ)                               | асистент камере                          |
| 1970−1971. | Леваци (ТВ)                                        | асистент камере                          |
| 1971.      | Дипломци (ТВ)                                      | асистент камере                          |
| 1971.      | Сократова одбрана и смрт (ТВ)                      | асистент камере                          |
| 1971.      | Нирнбершки епилог (ТВ)                             | асистент камере                          |
| 1972.      | Милева Ајнштајн (ТВ)                               | асистент камере                          |
| 1972.      | Глумац је глумац (ТВ)                              | асистент камере                          |
| 1972.      | Драги Антоан (ТВ)                                  | директор фотографије                     |
| 1973.      | Диогенес (ТВ)                                      | директор фотографије                     |
| 1974.      | Зашто је пуцао Алија Алијагић (ТВ)                 | асистент камере                          |
| 1974.      | Просек (ТВ)                                        | асистент камере                          |
| 1974.      | Пинг без понга (ТВ)                                | асистент камере                          |
| 1974.      | Једног лепог, лепог дана (ТВ)                      | директор фотографије                     |
| 1975.      | Велебитске саонице или три швалера и једна девојка | асистент камере                          |
| 1975.      | Нора (ТВ)                                          | асистент камере                          |
| 1975.      | Љубичице (ТВ)                                      | асистент камере                          |
| 1975.      | Доле са оружјем (ТВ)                               | асистент камере                          |
| 1976.      | Звездана прашина (ТВ)                              | асистент камере                          |
| 1976.      | Процес Ђордану Бруну (ТВ)                          | асистент камере                          |
| 1976.      | Кога чекаш куме (ТВ)                               | асистент камере                          |
| 1976.      | Диспут у ноћи (ТВ)                                 | асистент камере                          |
| 1976.      | Два другара (ТВ)                                   | директор фотографије                     |
| 1977.      | Под истрагом (ТВ)                                  | асистент камере                          |
| 1977.      | Анцика Думаш (ТВ)                                  | асистент камере                          |
| 1977.      | Шта се догодило са Филипом Прерадовићем (ТВ)       | директор фотографије                     |
| 1977.      | Бештије (филм)                                     | директор фотографије                     |
| 1978.      | Отац или самоћа (ТВ)                               | директор фотографије                     |
| 1978.      | Последњи подвиг диверзанта Облака                  | директор фотографије                     |
| 1979.      | Градилиште (филм) (ТВ)                             | директор фотографије                     |
| 1979.      | Паклени оток                                       | директор фотографије                     |
| 1979.      | Другарчине                                         | директор фотографије                     |
| 1980-е     |                                                    |                                          |
| 1980.      | Снови, живот, смрт Филипа Филиповића               | директор фотографије                     |
| 1980.      | Ко то тамо пева                                    | директор фотографије                     |
| 1981.      | Човек који је појео вука (ТВ)                      | директор фотографије                     |
| 1981.      | Пад Италије                                        | директор фотографије                     |
| 1981.      | Дечко који обећава                                 | директор фотографије                     |
| 1982.      | Живети као сав нормалан свет                       | директор фотографије                     |
| 1982.      | Идемо даље                                         | директор фотографије                     |
| 1982.      | Залазак сунца                                      | директор фотографије                     |
| 1982.      | Маратонци трче почасни круг                        | директор фотографије                     |
| 1983.      | Игмански марш                                      | директор фотографије                     |
| 1983.      | Какав деда такав унук                              | директор фотографије                     |
| 1983.      | Хало такси                                         | директор фотографије                     |
| 1984.      | Пази шта радиш                                     | директор фотографије                     |
| 1984.      | Зид (ТВ)                                           | директор фотографије                     |
| 1984.      | Џогинг (ТВ)                                        | директор фотографије                     |
| 1984.      | Балкански шпијун                                   | директор фотографије, редитељ            |
| 1985.      | X+Y=0 (TВ)                                         | директор фотографије                     |
| 1985.      | На истарски начин                                  | директор фотографије                     |
| 1985.      | Живот је леп                                       | директор фотографије                     |
| 1985.      | Држање за ваздух                                   | директор фотографије                     |
| 1986.      | Несташко (ТВ)                                      | директор фотографије                     |
| 1986.      | Мисс                                               | директор фотографије                     |
| 1986.      | Свечана обавеза (филм)                             | директор фотографије, редитељ            |
| 1986.      | Секула и његове жене                               | директор фотографије                     |
| 1988.      | За сада без доброг наслова                         | директор фотографије                     |
| 1988.      | Једног лепог дана                                  | директор фотографије, редитељ            |
| 1988.      | Тамна страна Сунца                                 | директор фотографије. редитељ            |
| 1989.      | Осми дан у недељи (ТВ)                             | директор фотографије, редитељ            |
| 1990-е     |                                                    |                                          |
| 1990.      | Глуви барут                                        | директор фотографије                     |
| 1991.      | Боје слепила (ТВ)                                  | директор фотографије                     |
| 1993.      | Оставштина за будућност                            | директор фотографије, редитељ            |
| 1993.      | Три карте за Холивуд                               | директор фотографије, редитељ            |
| 1999.      | Житије Мрђена Несретниковића (ТВ)                  | директор фотографије, редитељ            |
| 1999.      | У име оца и сина                                   | директор фотографије, редитељ            |
| 2000-е     |                                                    |                                          |
| 2002.      | Срећна ми нова година                              | директор фотографије                     |
| 2003.      | Оток срце                                          | директор фотографије                     |
| 2003.      | Професионалац                                      | директор фотографије                     |
| 2005.      | Балканска браћа                                    | директор фотографије, редитељ, продуцент |
| 2007.      | Духови Сарајева                                    | директор фотографије                     |
| 2020-е     |                                                    |                                          |
| 2021.      | Дођи јуче                                          | редитељ                                  |